# Antonio Pasquali
Antonio Arnaldo Pasquali Greco (Rovato, (Brescia), 20 de junio de 1929-Reus (Tarragona), 5 de octubre de 2019), fue un comunicador social venezolano. Introdujo los estudios de comunicación social en América Latina e impulsó las teorías de la comunicación moderna basadas en la ética.
Asesor y consultor internacional en materia de comunicación y medios audiovisuales. Catedrático de filosofía moral y comunicación social en la Universidad Central de Venezuela (UCV) en Caracas, en la Facultad de Humanidades y Educación. Orientó su acción investigadora y formativa hacia el fenómeno de la comunicación y los medios. Fue el impulsor para la creación de los medios de comunicación públicos e independientes en Venezuela.
Escritor prolífico, su obra Comunicación y Cultura de Masas (1963) ha sido referencia para varias generaciones de comunicadores sociales en América Latina.

## Familia y primeros años

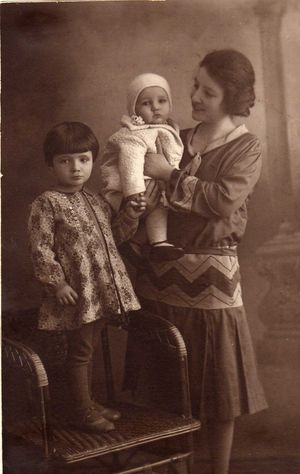
En brazos de su madre Antonietta y con su hermana Sandra

Nació en Rovato, un pequeño pueblo en el norte de Italia (Lombardía), el 20 de junio de 1929. Hijo de Arnaldo Pasquali agente comercial de una empresa agrocomercial participó en la Segunda Guerra Mundial con las tropas alpinas, y de Antonietta Greco.
Su padre, tras ser puesto en libertad finalizada la Segunda Guerra Mundial (1945), decidió emigrar a Venezuela e instalarse en Paparo de Barlovento. El 18 de febrero de 1948 Antonio Pasquali y su familia viajaron a Puerto Cabello (Venezuela) en el transatlántico Lúgano, dejando atrás la Italia de la posguerra y los estudios de Liceo Clásico (segundo año). Pasquali llegó a Venezuela durante el gobierno de Rómulo Gallegos, fue en este país donde desarrolló su trayectoria profesional como experto en comunicación.
Retomados los estudios de bachillerato, en 1950 se matriculó en el Liceo San José de Los Teques para realizar 4º de bachillerato. Del contacto con la familia del que fue su gran amigo Gustavo Coronel adquirió fuertes valores en los que encontró el modelo de su idea de país. Completó los estudios de bachillerato en el Liceo Andrés Bello en Caracas donde recibió clases del historiador Edoardo Crema, del filósofo Ernesto Mayz Vallenilla, del historiador José Luis Salcedo Bastardo y del matemático Dionisio López Orihuela. Con varios de sus compañeros de estudios como Alberto Rosales doctorado en filosofía en 1957, Guillermo Sucre crítico y poeta o Luís Aníbal Gómez catedrático en Teoría de la Opinión Pública entre 1978-1979 editó el periódico El Espiral y fue corrector en el diario Gráfico.
En 1954 se casó con Lucrecia Toledo Mogollón, con quien permaneció unido veintiún años. De esta relación nacieron sus primeros cuatro hijos: Carlota (1954), Arnaldo (1956-1994), Paola (1960) y Chiara (1966). En 1981 contrajo nuevas nupcias con Luisa Rondón Tarchetti, de cuya relación nació su quinto hijo, Marco.[cita requerida]
Antonio Pasquali se nacionalizó en Venezuela en el año 1955.[cita requerida]

## Trayectoria profesional

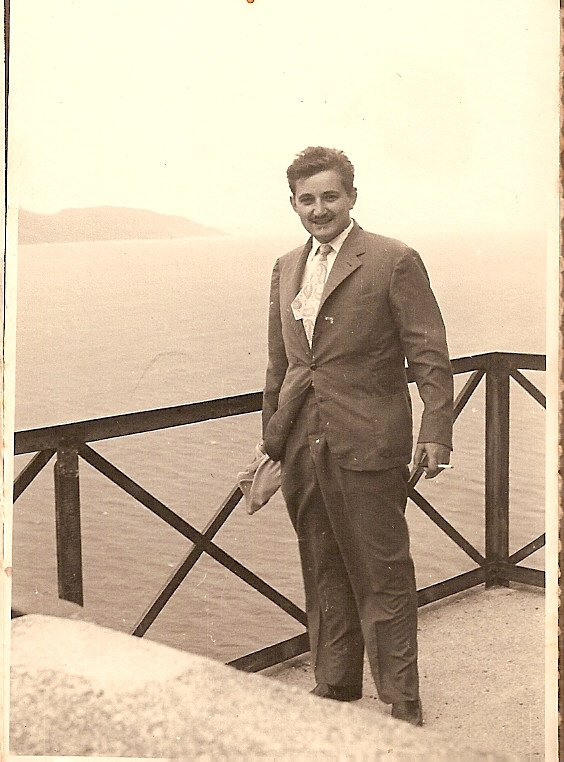
Antonio Pasquali de paseo.

En una entrevista publicada en el portal Prodavinci que le realizó Guadalupe Burelli  afirmó sobre su país natal: «Prefiero una y mil veces vivir disparado al futuro, y en lugar de encanallarme zapando la huerta de los recuerdos o llenando álbumes de fotos, responsabilizarme a tiempo pleno del mundo que dejaré a mis sucesores.»
Ingresó en la Facultad de Filosofía y Letras de la Universidad Central de Venezuela en el año 1950, donde conoció los problemas del mundo audiovisual. Entre sus profesores se encontraban García Pelayo (politólogo y jurista) y Juan David García Bacca (filósofo). Estableció amistad con Juan Nuño (filósofo español), Eduardo Vásquez, Ernesto Mayz Vallenilla (filósofo venezolano), Alberto Rosales (filósofo venezolano) y sobre todo con Federico Riu (filósofo venezolano). Su amistad con Sergio Antillano, un gran hombre de la prensa, le transmitió su pasión por el periodismo.[cita requerida]
Finalizados los estudios de filosofía, trabajó en Grabados Nacionales entre 1951 y 1952, junto con García Márquez, en el fotomontaje de Venezuela deportiva. Obtuvo una beca de la Universidad Central de Venezuela y una ayuda económica que le permitió trasladarse a París para realizar el doctorado en Filosofía por La Sorbona, presentó la tesis doctoral el 2 de julio de 1957 sobre el problema de la libertad en los pensamientos de Charles Renouver y Henri Bergson. Fue ayudante en la cátedra de Historía del Arte de Gastón Diehl  (historiador de arte francés) lo que le permitió adentrarse en el mundo del arte. Compartió conocimientos con otros intelectuales amigos que se encontraban en París como Oswaldo Vigas y Ángel Hurtado (artista y cineasta) venezolano.[cita requerida]
Uno de los primeros artículos periodísticos de Pasquali fue publicado en abril de 1954 en la Revista Auto-Turismo del Touring y Automóvil Club de Venezuela.
Obtuvo el doctorado suma cum laude por La Sorbona en 1957, tras lo cual regresó a Caracas donde impartió clases en los colegios La Salle del Centro, Herzl-Bialik (San Bernardino) y Guadalupe (Sabana Grande). Su interés se centró en los problemas sobre la comunicación y la cultura. El 23 de enero de 1958, ingresó en la Facultad de Filosofía de la (UCV) como profesor, facultad de la que un tiempo después fue catedrático de Filosofía y Moral durante veinticinco años.  En 1958 fundó los Estudios de Teoría de la Comunicación en la Escuela de Comunicación Social, cátedra de Información Audiovisual, con la que realizó Antología de textos para la cátedra de Información Audiovisual (1960) sobre las nuevas tecnologías audiovisuales basadas en la cinematografía y la televisión, un trabajo con el que Pasquali puso el estudio de las producciones audiovisuales y de los medios de masas en el campo de las ciencias sociales; y creó además, el Centro Audiovisual del Ministerio de Educación, ambas enseñanzas le permitieron profundizar sobre las prácticas de las formas de comunicación en las relaciones sociales desde el punto de vista moral y social:

La norma moral –lo único realmente irrenunciable, como decía Descartes– rige nuestras relaciones con el Otro, y por eso el filósofo más grande de la humanidad, Platón, sentenció que la virtud moral suprema es Díke o la Justicia, una virtud relacional. El hecho comunicante es la relación ontológica fundamental sin la cual ningún plexo social puede constituirse: sin saber del otro no hay sociabilidad (ni habría perfeccionado el cerebro una de sus cuatro funciones capitales, la de producir lenguajes).
Antonio Pasquali

### Escuela de Frankfurt
Autor controvertido, ahondó en el pensamiento de la Escuela de Frankfurt donde se debatía el capitalismo, la influencia de la publicidad y el entorno de las masas. Conocido como marxismo heterodoxo, este se basó en la búsqueda de soluciones coherentes para resolver los problemas sociales, un pensamiento fundamentado en las teorías críticas de Freud, Marx y Hegel. La idea fue llevada a Latinoamérica por Pasquali a través del análisis de los medios y del papel de estos en la falsificación cultural de las masas. En 1963 siguiendo el planteamiento anterior publicó, a través de la editorial de la Biblioteca de la Universidad Central de Venezuela (EBUC), el libro Comunicación y cultura de masas, un estudio completo de los estudios de comunicación en América Latina en el que defendió un punto de vista intelectual dentro del entorno científico-político de la comunicación, en el que analiza los métodos para acceder a la sociedad por las vías culturales y comunicativas. Partidario de una sociedad gestionada a través de la comunicación ética introdujo los análisis sobre los canales de comunicación y la idea de como estos pueden condicionar el mensaje que trasmiten. Esta idea le llevó a señalar las diferenciaciones entre las formas de comunicación unilateral o asimétrica, en la que solamente se recibe información, y las comunicaciones bidireccionales o simétricas, en las que la información se distribuye entre el transmisor y el receptor. Con este concepto Pasquali consideró como tecnologías de la información aquellas que eran canales asimétricos y como tecnologías de la comunicación aquellas integradas por las dos partes: transmisor y receptor (la bidireccional). Idea con la que buscó la humaniczación de las comunicaciones y fundamentó la creación de diferentes escuelas de comunicación con las que se garantizaba la independencia, la imparcialidad de los medios y el concepto de un servicio de radiotelevisión autónomo, público y regulado. Todos estos conceptos fueron recogidos y detallados en la mencionada obra Comunicación y cultura de masas, una obra de referencia para estudiantes de comunicación y comunicadores.
Publicó a través del Instituto de Investigaciones de la Facultad de Ciencias Económicas y Sociales de la Universidad Central de Venezuela la obra El Aparato Singular. Análisis de un día de TV en Caracas (1967) en los que revisó los datos aportados en la Comunicación y cultura de masas (1963). A través de dicha obra analizó el contenido de los programas de televisión e incluyó las mejoras tecnológicas que se habían realizado en Venezuela durante esos tres años. Junto con el análisis realizó una crítica sobre la dependencia de la industria cultural venezolana, en particular de la televisión.

### Regreso a Venezuela
Se especializó realizando diversos cursos en las universidades de Cambridge y Oxford. A su regreso continuó dando clases en la Universidad Central de Venezuela y publicó La Moral de Epicuro (1970). En 1971 fue nombrado Director de la Escuela de Filosofía y Letras de la Universidad Central de Venezuela, y continuó ejercerciendo funciones como miembro del Consejo de Facultad. Un año después en 1973 publicó Sociología e Comunicación.[cita requerida]
Fundó en 1974 el Instituto de Investigaciones de la Comunicación (ININCO) de la Universidad Central de Venezuela pionero en esta área, gestionado y dirigido en cooperación con los comunicadores Elizabeth Safar, Luis Aníbal Gómez y Oswaldo Capriles. Del trabajo en el ININCO surgieron el Informe McBride (Un mundo solo, voces múltiples) y varios seminarios sobre la Investigación de la Comunicación latinoamericana de Investigadores de la Comunicación (ALIAC), entidad con la que Pasquali participó en la cumbre mundial Comunicación en América Latina y el Caribe organizada por la UNESCO (Organización de las Naciones Unidas para la Educación, la Ciencia y la Cultura) en 1976 con la que se obtuvo la nueva forma mundial de las comunicaciones.  Fue nombrado miembro ejecutivo del Consejo Nacional de la Cultura (CONAC) y coordinó el proyecto RATELVE con el que se inició la regulación del sistema de radiodifusión estatal. Una plataforma cuyo propósito fue garantizar un servicio de radio y televisión públicas competitivos que buscó implantar un sistema de comunicación social, público y democrático con garantías de la independencia de los medios.
Fue nombrado Subdirector General Adjunto del sector de Cultura y Comunicación de la UNESCO (Organización de las Naciones Unidas para la Educación, la Ciencia y la Cultura) en París. Tras dejar la Universidad Central de Venezuela se incorporó en 1983 como Subdirector General del Sector Comunicaciones e Información a la UNESCO, el cargo que ocupó durante dos años y medio.

### ULCRA y CRESALC
Promotor en el año 1985, a iniciativa de la UNESCO, de la ULCRA (Unión Latinoamericana y del Caribe de Radiodifusión), una plataforma para la protección y la defensa de la cultura latinoamericana y caribeña frente a la irrupción del contenido audiovisual estadounidense, que buscó fomentar el intercambio entre los servicios de comunicación públicos a través de los cuales, en 1986, a través del CRESALC (Centro Regional para la Educación Superior de América Latina y el Caribe) —conocido también como IESALC—, organismo del cual fue coordinador, auspició los debates académicos sobre la creación de nuevos modelos de comunicación que dieron lugar a diferentes investigaciones sobre comunicaciones.
Con la publicación de Bienvenido Global Village. Comunicación y moral (1998) Pasquali incluyó el concepto de la participación ciudadana pública en la dirección de la radio televisión venezolana como fórmula garante de la independencia y distancia estatal de los medios. Este planteamiento de unos medios de comunicación no controlados por el Estado provocó importantes rechazos por parte del gobierno venezolano. Los planteamientos sobre la independencia de los medios fueron recogidos en 18 Ensayos sobre comunicaciones (2005), una recopilación en la que incluyó, además, conferencias, ensayos, análisis y artículos que ya había publicado fuera de Venezuela en su mayoría. En la obra analizó la relación entre las comunicaciones, la política y la economía en relación con el equilibrio ambiental, el ensayo fue considerado por Teodoro Petkoff como “la puesta al día de la más sostenida y densa reflexión latinoamericana sobre la comunicación”.
Fue crítico con los académicos y comunicadores afirmando que la labor del comunicador era la de ser molestos para los gobiernos, unos comunicadores que tenían un papel como denunciantes del secuestro por parte de los organismos estatales de los medios de comunicación que los emplean con fines propagandísticos. Este planteamiento le llevó a formar parte de una asociación civil en defensa de  la democracia de las comunicaciones en Venezuela. Pasquali abandonó el pensamiento marxista para adoptar, en 2008, un punto de vista en defensa de la libertad como decisión de la sociedad dentro de la comunicación que atribuyó al fenómeno social de la tecnología. Estos pensamientos fueron analizados en varias de sus obras.

## Aficiones

### La cocina
Aficionado y apasionado de la cocina, una tradición que hereda de su familia, estudió los orígenes de la misma y en concreto la obra culinaria de Bartolomeo Sacchi, el Plátina, publicada en siglo XV, autor a quién Pasquali consideraba un icono del humanismo. Fue miembro de la Academia Venezolana de Gastronomía de donde fue jurado en el Gran Premio Tenedor de Oro de 2002.
Pasquali aprendió de grandes maestros culinarios a través de las publicaciones que estos realizaron. Sus críticas gastronómicas fueron a veces justificadamente devastadoras, pero al mismo tiempo fue puntual en agradecer y admirar un plato bien hecho.[cita requerida]
Sus viajes son en gran parte diseñados alrededor de la gastronomía.Pasquali es miembro de Slow Food  el extraordinario Salone del Gusto en Turín, Italia. [cita requerida]

### Viajes

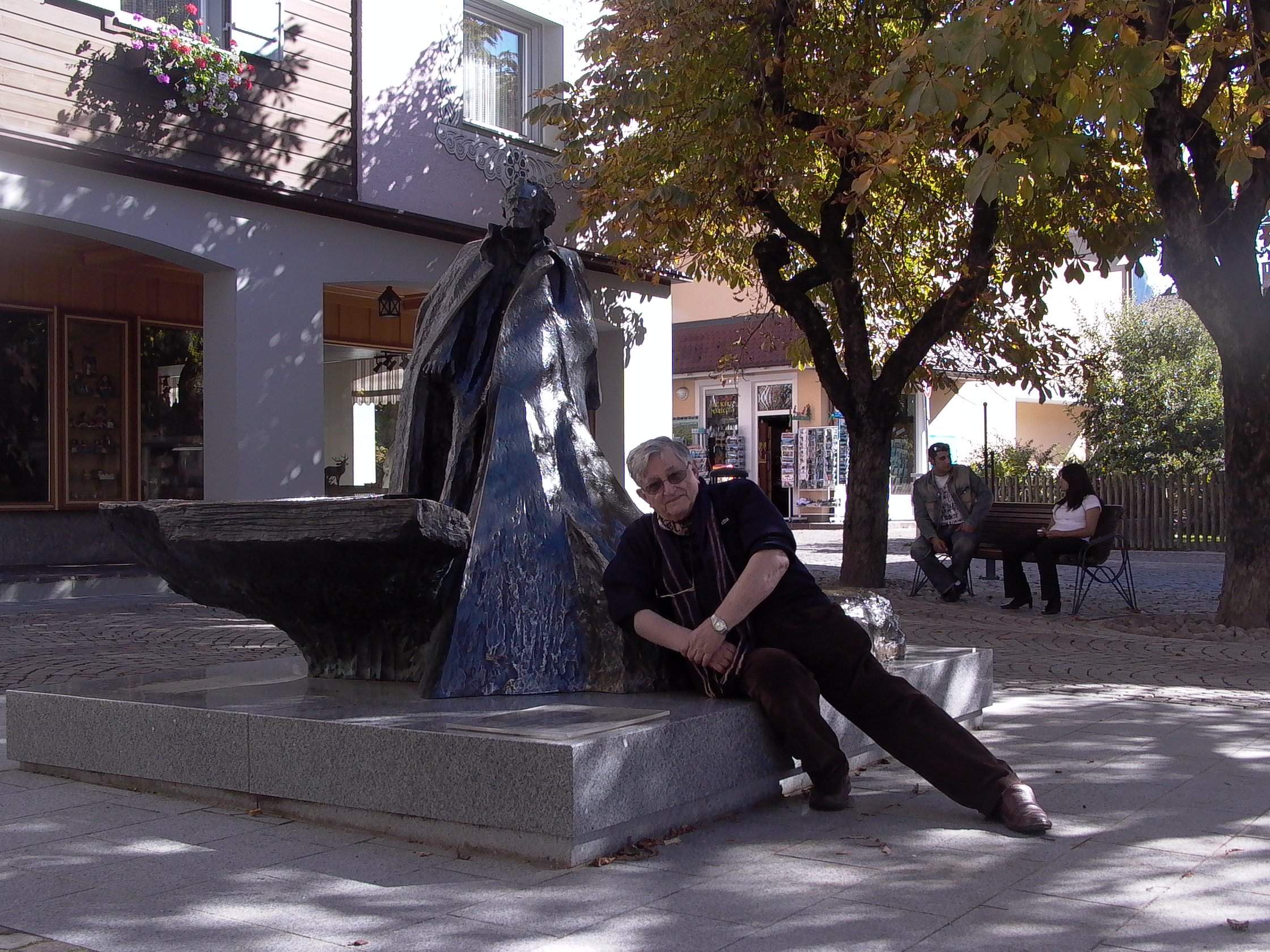
Antonio Pasquali visitando a su querido Mahler en Dobbiaco, septiembre de 2008.

Viajar y explorar nuevas tierras fue otra de las aficiones de Antonio Pasquali, amante del montañismo.[cita requerida]
Ha visitado más de setenta países incluyendo China y Siria. Consideró el viajar como una herramienta indispensable para alimentar y diversificar los conocimientos y la cultura propia.[cita requerida]

## Últimos años
En 2015 Pasquali fue entrevistado y citado numerosas veces sobre el posible cierre del canal de televisión privado Globovisión y las numerosas denuncias contra las formas de gestión de los medios de comunicación pública por parte del gobierno venezolano.
Defensor de la libertad de expresión y de la libertad de recepción  en la comunicación como un medio para la democracia. Estudió la forma en la que las personas participan de dicha comunicación y del entorno donde esta se produce; pensamiento que le llevó a estudiar tanto a la prensa escrita como a la televisión como medio comunicativo. Se interesó especialmente por las formas de comunicación a través de internet.
Declaró ser demócrata de izquierda, fue miembro del Comité DIrectivo de Izquierda Democrática, difundió la necesidad de un pilar de comunicación ajeno al gobierno y los empresarios a través de un servicio público de televisión no gestionado por el gobierno, idea que le causó diversas acusaciones y amenazas cuando el proyecto RATELVE vio la luz en 1974.
Criticó a través de las columnas de prensa publicadas en el diario El Nacional  las políticas de Hugo Chávez y Nicolás Maduro. El discurso de Pasquali  sobre la libertad de expresión y ética periodística fue muy respetado en Venezuela. Encabezó diversas protestas hacia el chavismo cuando este atacó a la prensa, a las que unió las críticas a Diosdado Cabello en diferentes intervenciones en programas de televisión. Tras la nacionalización de la compañía telefónica y de comunicaciones CANTV por parte de Hugo Chávez en 2007, y la instalación de un cable de fibra entre La Guaira y Siboney (Cuba), Pasquali denunció el intento de cubanización del sistema de telecomunicaciones venezolano al considerarlo una forma de controlar las transmisión de datos a través de internet y las conversaciones, así como una forma de censura.
Pasquali publicó diferentes ensayos y artículos en la prensa nacional e internacional. Participó activamente en foros y conferencias mundiales.
Antonio Pasquali falleció en Reus, España, a consecuencia de un cáncer el 5 de octubre de 2019.

## Obras
- 1959 Fundamentos Gnoseológicos para una Ciencia de la Moral.
- 1960 Antología de textos para la cátedra de Información Audiovisual.
- 1960 Comunicación y Cultura de Masas; Información Audiovisual, antología de textos.
- 1967 El Aparato singular. Análisis de un día de TV en Caracas.
- 1970 La Moral de Epicuro.
- 1973 Sociología e Comunicação.
- 1970[33] Comprender la Comunicación; Proyecto RATELVE. Diseño para una nueva política de radiodifusión del Estado venezolano.
- En 1978 se publica la primera edición de Comprender la Comunicación.[cita requerida]
- 1990 La Comunicación Cercenada. El caso Venezuela. (Premio Municipal de Literatura, ; De la marginalidad al rescate. Los servicios públicos de Radiodifusión en la América Latina.
- 1991  Se publica Diez menús bien pensados, libro de recetas de diez intelectuales residentes en Venezuela.
- 1992 El Orden Reina, Escritos sobre Comunicación; La Comunicación social. Memorias de un país en subasta.
- 1994 Las Telecomunicaciones. Memorias de un país en subasta.
- 1998 Bienvenido Global Village.
- 2002 Del Futuro. Hechos, Reflexiones, Estrategias.
- 2005 18 Ensayos sobre comunicaciones.
- 2007 Comprender la comunicación. Edición revisada y actualizada.
- 2011 La Comunicación Mundo. Releer un mundo transfigurado por las comunicaciones.
- 2017 La devastación chavista. Edición de abediciones, la editorial de la UCAB; Libros El Nacional.

## Premios y distinciones
- Universidad Central de Venezuela, Orden José María Vargas en Segunda Clase (s/f).
- República de Venezuela, Orden 27 de julio en la Tercera Clase, 11 de enero de 1972.[34]
- República de Venezuela, Orden Andrés Bello en la Primera Clase, 16 de septiembre de 1975.[35]
- República de Venezuela, Distrito Federal Concejo del Municipio Libertador, Premio Municipal de Literatura, Mención Investigación Social por su libro “ La Comunicación Cercenada el Caso de Venezuela”, 25 de julio de 1990.
- Personaje de la Comunicación del Año 1991.[30]
- Premio Pellín del episcopado venezolano.
- Orden Mariscal Juan Crisóstomo Falcon en la Primera Clase otorgada por el Estado Falcón, República de Venezuela, 26 de julio de 1996.
- Universidad Central de Venezuela, doctor honoris causa, 12 de abril de 2002.
- Universidad Católica Cecilio Acosta, doctorado honoris causa, 28 de julio de 2005.[30]
- Orden Andrés Bello, 10 de junio de 2009, Universidad Católica Andrés Bello,Venezuela.
- 2013 Homenaje de la Asociación Mexicana de Derecho a la Información  junto con la Facultad de Ciencias Políticas y Sociales  de la UNAM.[11]